# Della Duck
Pour les articles homonymes, voir Famille Duck.
Della Duck est un personnage de fiction de l'univers des canards de Disney créé par les studios Disney. Cette cane anthropomorphe est la mère des triplés Riri, Fifi et Loulou et la sœur jumelle de Donald.
Longtemps restée une signature dans Riri, Fifi et Loulou (strips quotidiens de 3 cases) de Al Taliaferro, elle est ensuite mentionnée dans l'arbre généalogique des Duck par Keno Don Rosa, puis dans l'histoire Le Bâtisseur d'empires du Calisota (The Empire-Builder from Calisota), où elle est présentée par sa mère, Hortense McPicsou. Enfin, c'est avec son apparition dans le reboot de La Bande à Picsou (2017) qu'elle deviendra un personnage récurrent et populaire.

## Histoire
D'après Don Rosa, Della est née en 1920 et elle est la fille d'Hortense Picsou et de Rodolphe Duck. Il indique également dans l'histoire Le Bâtisseur d'empires du Calisota, qu'elle a été présentée enfant à son oncle Balthazar Picsou, en même temps que son frère jumeau Donald. À cause de l'attitude de Balthazar, Hortense décide de quitter Donaldville. Contrairement à son frère, Della n'y revient jamais comme mentionné dans l'histoire Le Reclus du manoir McPicsou (The Richest Duck in the World).
Elle épouse un homme portant le même nom de famille qu'elle et ils ont des enfants triplés, Riri, Fifi et Loulou. Ces derniers sont envoyés chez Donald et ils s'installent définitivement en 1942.
Depuis, de par leur popularité, Riri, Fifi et Loulou sont devenus des personnages majeurs des bandes dessinées et dessins animés de cet univers, alors qu'il est rarement question de Della ou de son mari. Lorsque Picsou fait référence à « l'évaporation » de sa famille, Riri, Fifi et Loulou lui répondent « on connaît ça aussi ! » (Le Reclus du manoir McPicsou).

## Apparitions

### Bandes dessinées
La sœur de Donald n'apparaît pas en personne d'emblée. Elle est dans un premier temps nommée dans un des gags quotidiens de Ted Osborne et Al Taliaferro publié la première fois le 17 octobre 1937. Donald reçoit une lettre signée d'elle, lui demandant de garder quelque temps Riri, Fifi et Loulou car leur père est hospitalisé. Ce dernier a été victime d'une mauvaise blague de ses enfants (un pétard aurait explosé sous sa chaise). Ce gag introduit également les neveux pour la première fois. Dans certaines versions, la lettre est signée « Sister Dumbella » et dans d'autres versions, elle est signée « Cousin Della ».
Elle apparaît ensuite dans l'arbre généalogique réalisé d'après un brouillon de Carl Barks de 1950. Dans cet arbre, elle est nommée Thelma.
Il faut par la suite attendre l'histoire Le Bâtisseur d'empires du Calisota de la série La Jeunesse de Picsou de Don Rosa pour découvrir Della en personne. Il s'agit pour l'instant d'une apparition de quelques cases sans paroles du personnage quand il était encore enfant. Dans certaines éditions françaises de La Jeunesse de Picsou, elle est renommée Margot.
Elle est dessinée dans l'arbre généalogique des familles Picsou et Duck selon Don Rosa (son mari est caché, pour ne dévoiler ni son apparence, ni son prénom).
Don Rosa a expliqué qu'il avait toujours voulu raconter une histoire dans laquelle les neveux partent à la recherche de leurs parents perdus, mais une telle aventure ne pouvant pas avoir une fin heureuse et satisfaisante, l'auteur n'a jamais donné suite. À l'occasion du documentaire Le Mystère Picsou (The Scrooge Mystery), Don Rosa ajoute qu'on lui a souvent demandé d'écrire à ce sujet, mais qu'il ne pouvait pas raconter une histoire dans laquelle les parents des triplés seraient morts.
En juin 2014, 80 jaar, une mini-biographie de Donald publiée aux Pays-Bas, éclaire les lecteurs sur la vie de Della. Cette histoire écrite par Evert Geradts et dessinée par Maximino Tortajada Aguilar est inédite en France. Elle explique l'absence de Della et la raison pour laquelle elle a confié ses enfants à son frère. En effet, Della était une astronaute devant effectuer un vol spatial, mais elle n'en reviendra jamais.
Toujours aux Pays-Bas à partir de janvier 2017, le même scénariste Evert Geradts et la dessinatrice Carmen Pérez vont réaliser une série de différents gags d'une page mettant en scène Della et Donald quand ils sont jeunes dans une série nommée sobrement Donald Duck,. Une partie de ces histoires a été publiée en France à partir de août 2022 dans la nouvelle formule dans le journal de Mickey sous le nom Les premières fois de Donald.
À la suite du reboot de La Bande à Picsou en 2017, une nouvelle version du personnage fait son apparition dans les comics books américains à partir de novembre 2017 puis un mois après en France dans Super Picsou Géant. Dans le numéro 203 du magazine, on retrouve quatre histoires se déroulant avant la série La Bande à Picsou. On y voit les aventures de Della accompagnée de Picsou et Donald. La maison d'édition Glénat a par la suite sortie la bande dessinée La bande à Picsou - Tome 1 comprenant ces quatre histoires.

### Dessins animés
Tout comme dans les bandes dessinées, Della est tout d'abord mentionnée au bas d'une lettre. Elle apparaît sous la signature de « sister Dumbella » dans le court-métrage de cinéma Les Neveux de Donald (Donald's Nephews) en avril 1938.
Il faudra attendre 2017 pour la voir à la télévision. En effet, Disney XD développe une nouvelle série La Bande à Picsou (reboot de celle de 1987), où Riri, Fifi et Loulou tentent de découvrir ce qui est arrivé à leur mère, disparue avant leur naissance,. Cette dernière est présentée à travers des flash-backs, comme une pilote qui accompagnait Picsou et Donald dans leurs aventures.
C'est dans l'épisode 22 de la saison 1 (épisode 23 selon l'ordre de Disney+), En route pour l'avionture ! (The Last Crash of the Sunchaser!) que l'on apprend les raisons de la disparition de Della. Alors que les œufs de Riri, Fifi et Loulou n'avaient pas encore éclos, leur mère voulu essayer, contre l'avis de la famille, une fusée révolutionnaire conçue par Picsou : la "Lance de Sélène". Le voyage ne se déroula pas comme prévu et une tempête cosmique emporta le vaisseau qui disparut des radars. Très inquiet, Picsou mettra tout en œuvre pour la retrouver, sans résultat. Cependant, on apprend à la fin du dernier épisode de la saison 1 qu'elle a en réalité survécu et se trouve sur la Lune. L'épisode 7 de la saison 2 Le périple de Della Duck ! (What Ever Happened to Della Duck?!) révèle que la tempête l'a forcé à atterrir d'urgence sur la Lune et elle luttera pour survivre 10 ans durant, tout en tentant de réparer son vaisseau.
Enfin, c'est dans l'épisode 11 de la saison 2 La lance dorée ! (The Golden Spear!) que celle-ci revient sur terre, et dans l'épisode 12 Rien n'arrête Della Duck ! (Nothing Can Stop Della Duck!) qu'elle rejoint Picsou et les neveux. Par la suite, elle sera intégrée à la "bande" et plusieurs histoires s'intéresseront au personnage.
En version originale elle est doublée par Paget Brewster et en version française par Delphine Braillon.

## Analyse du personnage
La principale caractéristique du personnage (tel que représenté dans le reboot de La Bande à Picsou) soulignée dans les médias est son attitude positive face à son handicap. En effet, celle-ci est présentée comme ayant perdu sa jambe gauche à la suite de son crash sur la Lune.
Selon Lynn Elber, qui écrit sur le site internet d' Associated Press News (article repris entre autres dans le The New Zealand Herald), le personnage de Della Duck représente une importante étape dans l'acceptation et l'inclusion des personnes handicapées dans les programmes jeunesse en particulier et télévisuels en général.
La journaliste commente à ce sujet : « Della Duck est une cane courageuse et ingénieuse, du genre qui refuse d'être vaincue par un crash en solo sur la Lune, même si cela lui coûte une jambe » avant de souligner une déclaration de Matt Youngberg (coproducteur) selon laquelle Della serait « le dernier exemple de l'approche inclusive de La Bande à Picsou 2017 » et que la production tente de s'assurer que « des voix uniques et intéressantes sont entendues et qu'ils acceptent les différences entre tous les types de personnes. »
Elle rapporte également que Francisco (Frank) Angones, l'autre coproducteur de la série, déclare : « Nous avons été vraiment enthousiasmés par l'opportunité de montrer une version ambitieuse d'un personnage qui a une prothèse et qui n'est pas entièrement définie par celle-ci. »
Enfin, toujours d'après Lynn Elber, Jack Richmond, occupant à cette époque le poste de président de la Amputee Coalition (groupe de soutien à but non lucratif), a aidé à la création de Della. Il a conseillé la série sur divers éléments, y compris concernant la présentation d'une démarche authentique pour Della et son attitude positive, qui, selon lui, reflète celle d'un ami déterminé qui s'est rapidement adapté à son amputation.

### Slogan
Dans la version animée, Della possède également son propre slogan : « Rien n'arrête Della Duck » (« Nothing can stop Della Duck! »), image de sa volonté inflexible et de son attitude positive. C'est pour appuyer ce message que Francisco Angones souligne « Nous parlons de Della en tant qu'individu adaptatif, elle vaincra tous les problèmes, elle assumera ses décisions », « Elle a fait le choix d'amputer sa jambe sur la Lune et cela prouve que rien ne pourrait l'arrêter ».